# Gabriel Vargas
Gabriel Alejandro Vargas Venegas (* 8. Juli 1983 in Concepción) ist ein chilenischer Fußballspieler. Der Stürmer gewann zweimal die chilenische Meisterschaft und 2011 die Copa Sudamericana.

## Karriere

### Verein
Gabriel Vargas begann seine Karriere bei Deportes Concepción, wo er erst in der Jugend und 2001 in der Primera División im Spiel gegen CD Huachipato debütierte. 2002 stieg der Klub ab und wegen finanzieller Probleme kamen mehr junge Spieler wie Vargas zum Zug. Im Jahr 2004 stieg er wieder mit dem Verein in die erste Liga auf. Nach seinem Wechsel 2006 kam er mit Deportes Puerto Montt ins Viertelfinale der Play-offs, 2007 mit seinem neuen Verein CD Cobresal. 2008 ging er dann zurück nach Concepción, wo er fortan für den großen Stadtrivalen CD Universidad de Concepción spielte, nachdem Deportes wegen weiterer finanzieller Schwierigkeiten absteigen musste. Mit Universidad gewann er die Copa Chile 2008/09. 2010 unterschrieb Arcángel del Gol, wie er in Anlehnung an die biblische Gestalt auch genannt wurde, auf Bitten des uruguayischen Trainers Gerardo Pelusso bei CF Universidad de Chile, das sich als Meister der Apertura für die Copa Libertadores qualifiziert hatte. Sein zweites Jahr bei La U war sein titelreichstes seiner Profikarriere. Mit dem Hauptstadtklub wurde er 2011 sowohl Meister der Apertura als auch Meister der Clausura und gewann die Copa Sudamericana. Zum ersten Mal holte ein chilenischer Verein den 2002 eingeführten Pokal. Vargas kam international aber nur selten zum Zug und absolvierte drei Partien beim Pokalsieg.
2012 kehrte Gabriel Vargas zu Universidad de Concepción zurück, wo er bis 2016 mit 90 Toren zum besten Torjäger des Vereins aufstieg. Nach den Stationen in Argentinien bei CA Patronato und bei Curicó Unido ging er 2020 zu seinem Jugend- und ersten Profiverein Deportes Concepción zurück.

### Nationalmannschaft
Gabriel Vargas spielte für die U-16 Chiles und trat 2000 bei der Südamerikameisterschaft an. Sein Team erreichte den vierten Platz, Vargas selbst wurde mit 5 Toren in 7 Spielen Torschützenkönig des Turniers.

## Erfolge
Universidad de Concepción
- Chilenischer Pokalsieger: 2008/09, 2014/15
- Chilenischer Zweitligameister: 2013

Universidad de Chile
- Chilenischer Meister: 2011-A, 2011-C
- Copa-Sudamericana-Sieger: 2011